# Le Monde de Blaster

Le Monde de Blaster (Blaster's Universe) est une série animée canadienne produite par Nelvana et diffusée entre septembre 1999 et janvier 2000 dans le cadre du bloc jeunesse de CBS. Au Québec, la série est diffusée sur Télétoon. 

## Contexte
En ayant vu les logiciels éducatifs Blaster créés par Davidson and Associates (acheté plus tard par Knowledge Adventure), les studios Nelvana projetèrent de produire une série animée basée de ces logiciels. La série dure 13 épisodes.

## Scénario
En l'an 2222, Blaster Naut et son amie G.C. doivent sauver la planète des hors-la-loi intergalactiques en utilisant logique et créativité. 

## Voix originales
- Juan Chioran : Mel
- Maryke Hendrikse : G.C.
- Jonathan Wilson : Blaster Naut

## Équipe de production
- Production : Nelvana
- Producteurs exécutifs : Michael Hirsh, Patrick Loubert, Clive Smith, James D. Wang, Cathy Siegel
- Scénarios : Hugh Duffy, Kim Thompson
- Réalisation : Larry Jacobs
- Direction des voix : Dan Hennessey (version originale), Pierre Léonard (version française)
- Musique : Ray Parker, Tom Szczesniak
- Animation outre-mer : Wang Film Production Co., Ltd.